# Sarah Kern
Sarah Kathrin Kern (* 5. Dezember 1968 in Köln als Sarah Kathrin Reismann) ist eine deutsch-dänische Designerin, Unternehmerin und Fotomodell.

## Leben
Sarah Kern stammt aus einer deutsch-dänischen Familie. Ihr deutscher Vater ist Architekt und ihre dänische Mutter ist Textilingenieurin. Ihr Großvater ist der dänische Maler Helge Rasmussen (1921–1994). Sie besitzt die deutsche und dänische Staatsangehörigkeit.
Mit 16 Jahren begann Sarah Reismann ihre Karriere als Model in Mailand und Paris. Während einer Modenschau in Paris lernte sie den Designer und Modemacher Otto Kern (1950–2017) kennen. Von 1995 bis 1999 war sie mit ihm verheiratet. Er ist der Vater ihres ersten Sohnes.
Mit Martin Neumeier, dem Geschäftsführer und Inhaber eines mittelständischen Modeunternehmens, entwickelte Kern ab 2002 die Sarah Kern Modekollektion, die über den Versandhandel und im Fernsehen vertrieben wird. Darüber hinaus entwarf Kern eine eigene Schmuckkollektion. 2006 gründete sie gemeinsam mit Neumeier die Sarah Kern GmbH in Holzkirchen.
Ihren zweiten Ehemann, Goran Munižaba, heiratete Kern im August 2008. Er ist der Vater ihres zweiten Sohnes (* 2007). Im Juli 2010 ließ sich das Paar scheiden.
2018 zog sie aus steuerlichen Gründen von Deutschland nach Malta. Dort verlobte sie sich im Mai 2020 mit einem einheimischen Geschäftsmann. Im April veröffentlichte Sarah Kern ihre Biografie „Leben“.
Am 28. Mai 2022 wurde sie in Rom per Ritterschlag zur „Dame of Magistral Grace Sarah Kathrin Kern“ des in Malta ansässigen Ritterordens Ordo Byzantinus Sancti Sepulchri.
Im Januar 2024 wirkte sie als Kandidatin der 17. Staffel von Ich bin ein Star – Holt mich hier raus! mit. Zuvor war sie erneut nach 24 Jahren im Playboy aufgetreten. 2024 war sie bis Oktober ebenfalls mit ihrem damaligen Freund Tobias Pankow bei Das Sommerhaus der Stars – Kampf der Promipaare zu sehen.